# Pridi Banomyong

Pridi Banomyong (Thai: ปรีดี พนมยงค์) (1 mei 1900 - 2 mei 1983) was een Thaise politicus en professor. Hij was premier en staatsman van Thailand. Het 100-jarige jubileum van zijn geboorte werd in 2000 door UNESCO gevierd.